# Christina Sjöblad
Christina Eriksdotter Sjöblad, född Bendz 26 augusti 1939 i Varbergs församling, är en svensk litteraturvetare och professor emerita vid Lunds universitet. Hon är dotter till Erik Bendz.
Sjöblad studerade till en början bland annat vid Sorbonne, vilket tydligt satte spår i hennes akademiska bana. Hon blev filosofie magister 1965 i romanska språk och litteraturvetenskap vid Lunds universitet. Hennes doktorsavhandling 1975 behandlade Baudelaires väg till Sverige. Som första postdoktoralt projekt gav hon ut Victoria Benedictssons dagböcker i tre band. 
År 1983 antogs hon som docent i litteraturvetenskap. På 1980-talet var hon medlem av huvudredaktionen för Nordisk kvinnolitteraturhistoria. Sjöblad blev också första innehavare av tjänsten som "Forskare i jämställdhet med inriktning på estetiska vetenskaper" (1986–91). Mellan 1993 och 1999 var Sjöblad ledamot av Forskningsrådsnämndens kommitté för genusforskning och blev utnämnd till professor i litteraturvetenskap den 26 november 1999.

## Utmärkelser, ledamotskap och priser
- Ledamot av Vetenskapssocieteten i Lund (LVSL, 1993)[1]